# Станишовка (Таращанский район)
Станишо́вка (укр. Станишівка) — село, входит в Таращанский район Киевской области Украины.
Население по переписи 2001 года составляло 595 человек. Почтовый индекс — 09541. Телефонный код — 4566. Занимает площадь 2,172 км². Код КОАТУУ — 3224486901.

## Известные люди
В селе родился генерал-майор Виктор Дмитриевич Рябчук.

## Местный совет
09541, Київська обл., Таращанський р-н, с.Станишівка